# Dactyloctenium radulans
Dactyloctenium radulans är en gräsart som först beskrevs av Robert Brown, och fick sitt nu gällande namn av Ambroise Marie François Joseph Palisot de Beauvois. Dactyloctenium radulans ingår i släktet knapphirser, och familjen gräs. Inga underarter finns listade i Catalogue of Life.